# Eberhard Hilscher

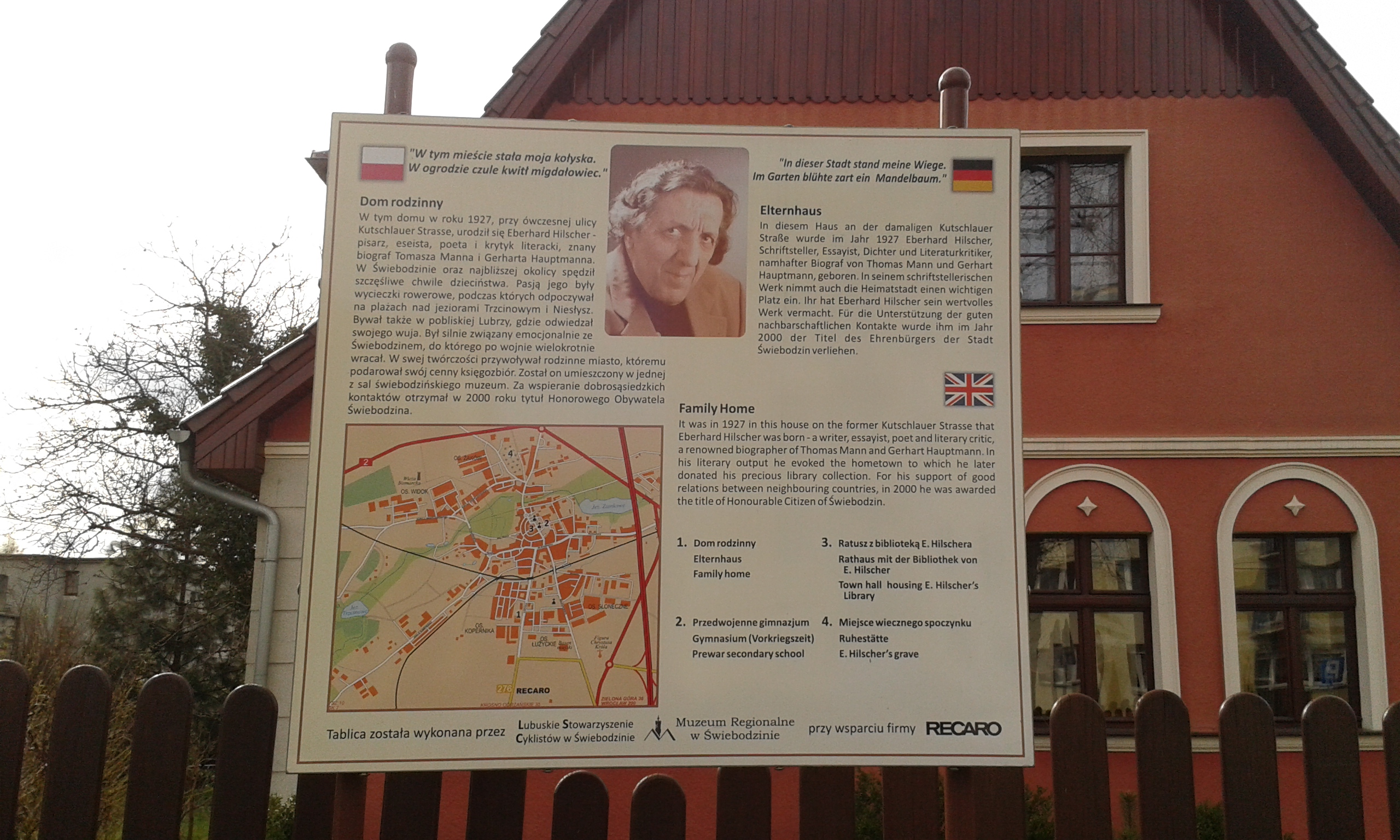
Tablica pamiątkowa, umiejscowiona na ulicy Łużyckiej (w tle dom rodzinny pisarza)

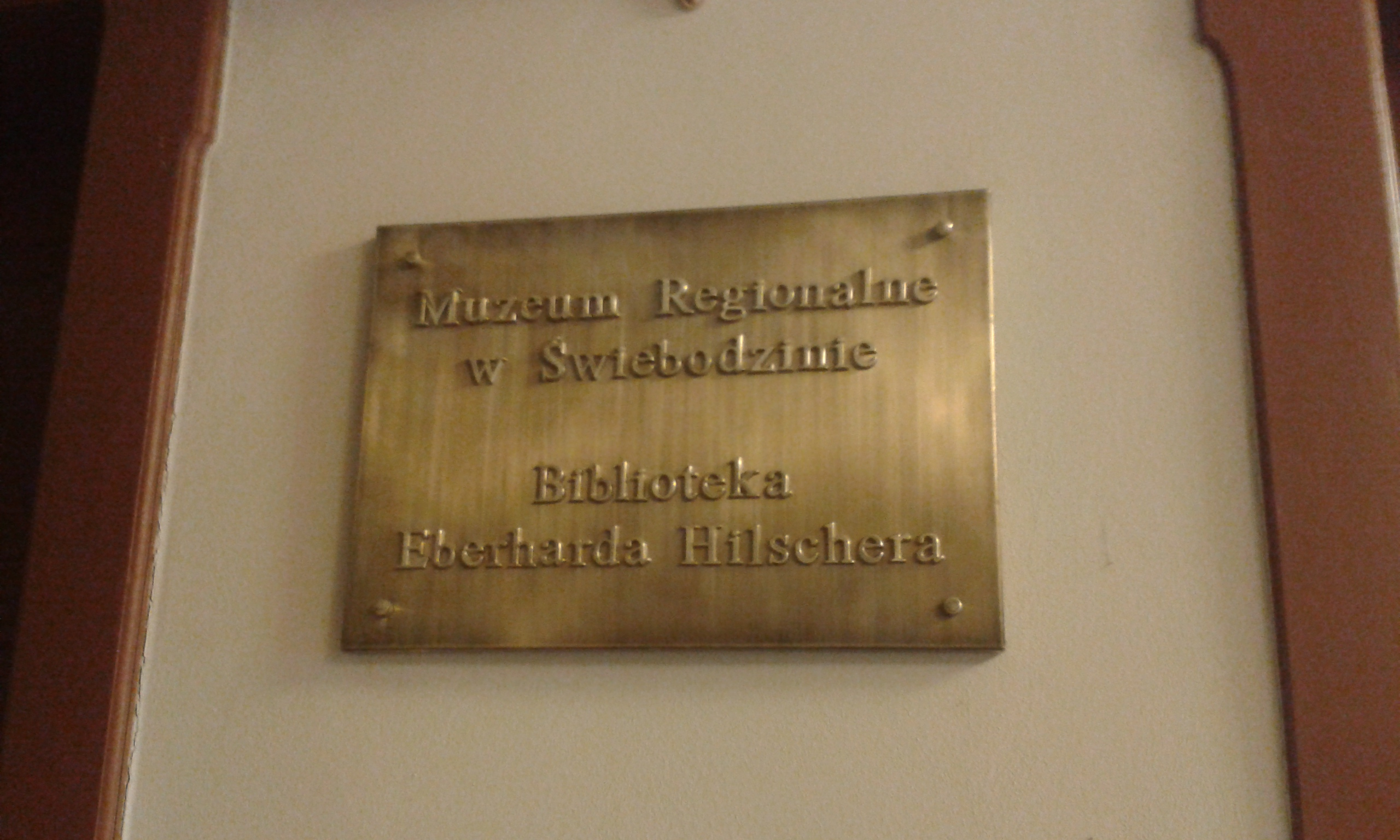
Tablica znajdująca się przy wejściu do biblioteki Muzeum Regionalnego

Eberhard Hilscher (ur. 28 kwietnia 1927 w Świebodzinie, zm. 7 grudnia 2005 w Berlinie) – niemiecki pisarz, poeta, eseista i krytyk literacki, twórca biografii Thomasa Manna i Gerharta Hauptmanna. Lokalny patriota, zwolennik integracji niemieckich i polskich powojennych mieszkańców Świebodzina, swoimi utworami krzewił idee humanistyczne oraz tolerancję.

## Życiorys
W latach 1934–1938 był uczniem ewangelickiej szkoły dla chłopców, a od 1938 do 1944 roku uczęszczał do szkoły średniej w Świebodzinie. W roku 1944, w wieku 17 lat, powołany został do niemieckiego wojska, gdzie służył do końca wojny, kiedy został jeńcem w niewoli amerykańskiej. Po wojnie pracował kilka miesięcy jako robotnik w fabryce cukru. Od 1948 do 1952 roku studiował na Uniwersytecie Humboldtów w Berlinie na kierunku germanistyki, pedagogiki oraz geografii. Przez krótki okres był lektorem, a od 1953 roku niezależnym pisarzem w Berlinie. Za swoje zasługi w tej dziedzinie został laureatem nagrody Fundacji Schillera w roku 1991. 
W swojej karierze napisał ok. 10 książek, które od 1961 wydawano zarówno na Zachodzie jak i w bloku wschodnim. Uchodził za eksperta w dziedzinie twórczości Thomasa Manna, Arnolda Zweiga i Gerharta Hauptmanna. Po wojnie wielokrotnie odwiedzał rodzinne miasto, z którym łączyła go silna więź emocjonalna. Za swoje zasługi na rzecz porozumienia polsko-niemieckiego otrzymał 30 maja 2000 roku tytuł Honorowego Obywatela Świebodzina. Po śmierci 7 grudnia 2005 pochowany został na miejskim cmentarzu w Świebodzinie, a jego bezcenny księgozbiór, zgodnie z jego wolą, został przekazany miastu i do dziś jest przechowywany w ratuszowej bibliotece.